# 林炜松
林炜松，柬埔寨华人，华人侨领，企业家，曾任柬埔寨西河林氏宗亲总会常委副秘书长，柬埔寨吴哥时报董事，柬埔寨燕皇燕窝公司总经理，

## 外部連結
- 林炜松柬埔寨林氏宗亲会秘书长[永久]

1. ↑  http://mnbgm.com/newsshow.asp?id=107&mc=%BC%ED%C6%D2%D5%AF%C1%D6%CA%CF%D3%CE%D7%D3%D0%C4%CF%B5%B8%F9记柬埔寨西河林氏宗亲总会常委副秘书长林炜松比干庙祭祖%5B%5D
2. ↑  http://big5.gmw.cn/g2b/theory.gmw.cn/2016-06/20/content_20619743_4.htm吳哥時報董事林煒松對調研組感嘆說﹐“一帶一路”帶出強大的中國﹑帶出結實的中柬友誼﹑帶出國人的正面形象﹑帶出偉大民族的尊嚴﹗%5B%5D
3. ↑  http://swallownet.lim.cc/柬埔寨燕皇燕窝%5B%5D